# Romulus (biskup Fiesole)
Romulus, biskup Fiesole (I lub IV w.) – biskup Fiesole, rzekomy męczennik chrześcijański w czasach panowania Domicjana (81–96), święty Kościoła katolickiego.
Niewiele o nim wiadomo. Prawdopodobnie był wyznawcą a jego relikwie spoczęły w katedrze św. Reparaty we Florencji (zbudowanej na przełomie IV i V wieku).
Z początkiem XI w. dokonano translacji relikwii. Z fragmentów zachowanej inskrypcji, ówczesny badacz wywnioskował, że Romulus był biskupem diecezji w Fiesole (erygowanej w I w.).
Według późniejszych dociekań, które nie znajdują uzasadnienia, Romulus miał być uczniem św. Piotra Apostoła wysłanym do Fiesole na ewangelizację tamtejszej społeczności i zginąć, jako męczennik w czasach prześladowania chrześcijan za panowania  Domicjana.
Jego wspomnienie liturgiczne obchodzone jest, za Martyrologium Rzymskim, 6 lipca.

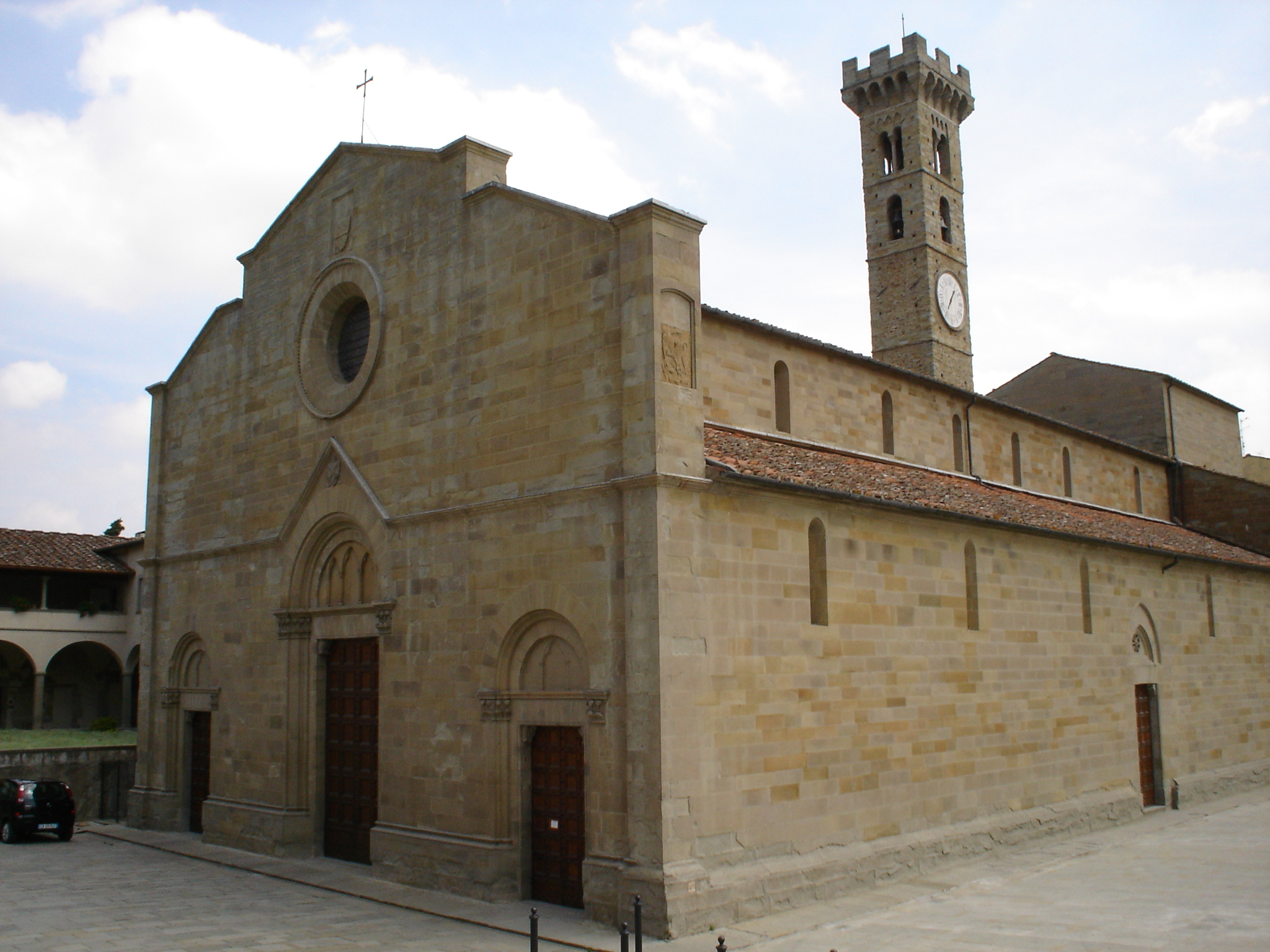
Dom katedralny św. Romulusa w Fiesole.
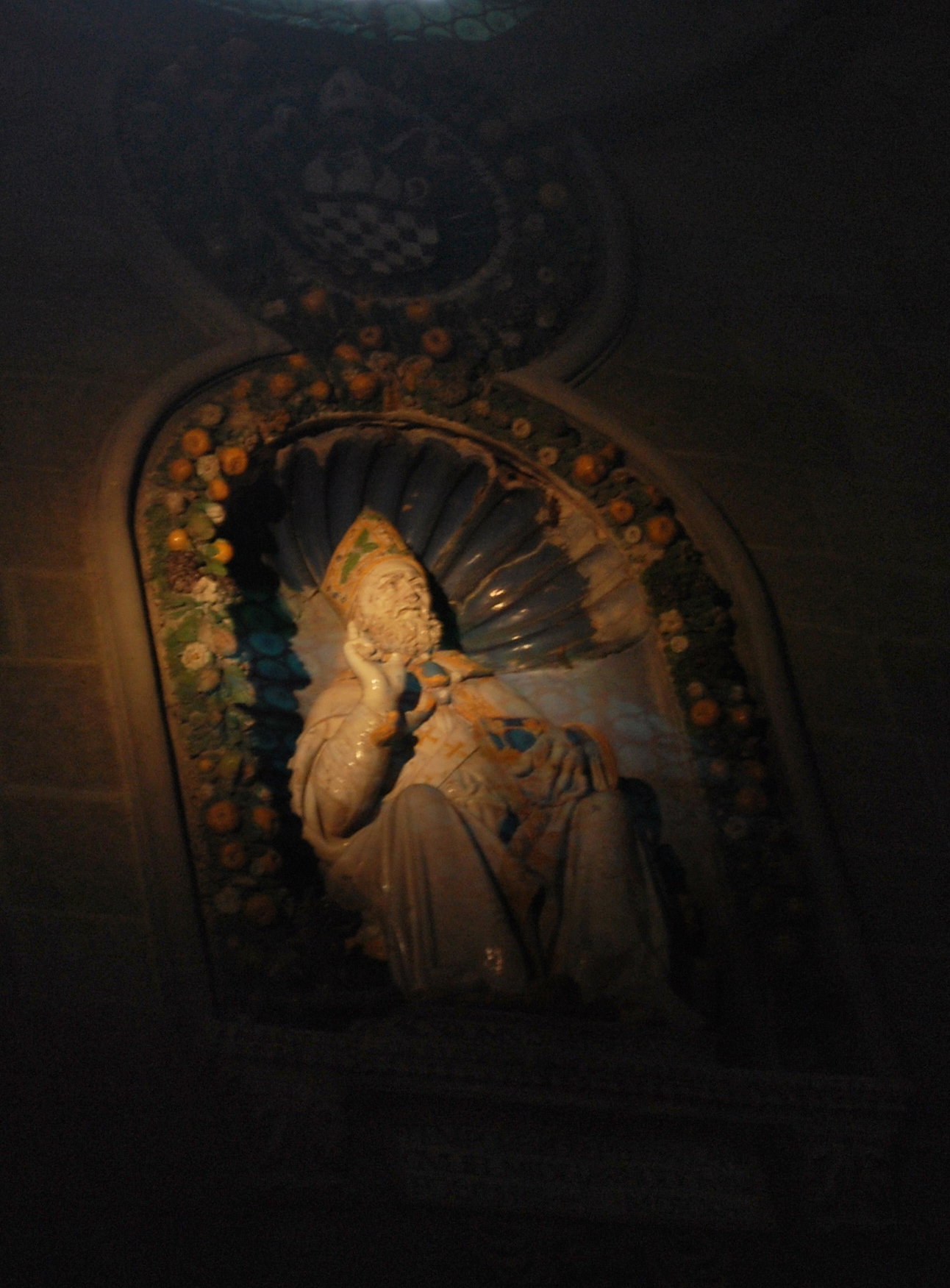
Św. Romulus – rzeźba w katedrze (Giovanni della Robbia).